# 唐伯球
唐伯球（1891年—1960年），名启虞，男，湖南桃源人，中国实业家、政治人物，曾任湖南省政府参事室主任，湖南省政协副主席。

## 家庭
儿子是国务院参事唐鸿烈。